# Noureddine Morceli
Noureddine Morceli (in arabo  نور الدين مرسلي ‎?; Ténès, 28 febbraio 1970) è un ex mezzofondista algerino, campione olimpico dei 1500 metri piani ai Giochi di Atlanta 1996 e tre volte campione mondiale della specialità.

## Biografia
Già al suo debutto professionistico nel 1990 fece ottimi risultati, siglando il record stagionale dei 1500 m piani.
Nel 1991 vinse ai Mondiali di Tokyo l'oro nei 1500 m, diventando così uno dei favoriti per la medaglia d'oro ai Giochi olimpici di Barcellona 1992. Una serie di sconfitte prima dei Giochi, tuttavia, lo ridimensionò e in finale arrivò molto distante dai primi.
L'anno seguente si rifece, confermandosi campione mondiale dei 1500 metri. Nel 1994 stabilì i record mondiali dei 2000 m e dei 3000 m, mentre nel 1995 vinse il suo terzo oro mondiale consecutivo sui 1500 metri.
L'anno dopo, ai Giochi olimpici di Atlanta, è nuovamente tra i favoriti per salire sul podio. Dopo la caduta all'ultimo giro di Hicham El Guerrouj, vinse facilmente la gara battendo il campione uscente, lo spagnolo Fermín Cacho.
Gli anni a seguire furono avari di successi, Morceli non andò a medaglia ai mondiali del 1997 e del 1999; dopo i Giochi olimpici di Sydney 2000, nelle quali fu eliminato in semifinale, decise di ritirarsi dall'attività agonistica.

## Record nazionali

### Seniores
- 1000 metri piani indoor: 2'15"26 ( Birmingham, 22 febbraio 1992)
- 1500 metri piani: 3'27"37 ( Nizza, 12 luglio 1995)
- 1500 metri piani indoor: 3'34"16 ( Siviglia, 28 febbraio 1991)
- Miglio: 3'44"39 ( Rieti, 5 settembre 1993)
- Miglio indoor: 3'50"70 ( Birmingham, 20 febbraio 1993)

## Progressione

### 800 metri piani
| Stagione | Tempo   | Luogo   | Data      | Rank. Mond. |
| -------- | ------- | ------- | --------- | ----------- |
| 1994     | 1'44"89 | Colonia | 21-8-1994 |             |
| 1991     | 1'44"79 | Annaba  | 29-7-1991 |             |

### 1500 metri piani
| Stagione | Tempo   | Luogo             | Data      | Rank. Mond. |
| -------- | ------- | ----------------- | --------- | ----------- |
| 2000     | 3'38"41 | Sydney            | 25-9-2000 |             |
| 1999     | 3'30"91 | Parigi            | 21-7-1999 |             |
| 1998     | 3'33"58 | Rieti             | 30-8-1998 |             |
| 1997     | 3'30"23 | Zurigo            | 13-8-1997 |             |
| 1996     | 3'29"50 | Parigi            | 28-6-1996 |             |
| 1995     | 3'27"37 | Nizza             | 12-7-1995 |             |
| 1994     | 3'30"61 | Villeneuve-d'Ascq | 8-7-1994  |             |
| 1993     | 3'29"20 | Narbona           | 20-6-1993 |             |
| 1992     | 3'28"86 | Rieti             | 6-9-1992  |             |
| 1991     | 3'31"00 | Zurigo            | 7-8-1991  |             |
| 1991     | 3'31"00 | Helsinki          | 27-6-1991 |             |
| 1990     | 3'32"60 | Bologna           | 18-7-1990 |             |
| 1989     | 3'37"87 | Verona            | 12-9-1989 |             |
| 1988     | 3'40"41 | Gateshead         | 16-7-1988 |             |
| 1987     | 3'53"10 |                   |           |             |
| 1986     | 3"50"70 |                   |           |             |

### 1500 metri piani indoor
| Stagione | Tempo   | Luogo      | Data      | Rank. Mond. |
| -------- | ------- | ---------- | --------- | ----------- |
| 1995     | 3'34"29 | Grenoble   | 29-1-1995 |             |
| 1993     | 3'34"80 | Birmingham | 20-2-1993 |             |
| 1992     | 3'35"37 | Stoccolma  | 5-2-1992  |             |
| 1991     | 3'34"16 | Siviglia   | 28-2-1991 |             |

### Miglio
| Stagione | Tempo   | Luogo           | Data      | Rank. Mond. |
| -------- | ------- | --------------- | --------- | ----------- |
| 1998     | 3'50"68 | Zagabria        | 7-7-1998  |             |
| 1997     | 3'48"64 | Nizza           | 16-7-1997 |             |
| 1996     | 3'48"15 | Oslo            | 5-7-1996  |             |
| 1995     | 3'45"19 | Zurigo          | 16-8-1995 |             |
| 1994     | 3'48"67 | San Pietroburgo | 26-7-1994 |             |
| 1993     | 3'44"39 | Rieti           | 5-9-1993  |             |
| 1992     | 3'49"79 | Berlino         | 21-8-1992 |             |
| 1991     | 3'49"12 | Losanna         | 10-7-1991 |             |
| 1990     | 3'53"06 |                 |           |             |
| 1989     | 3'59"79 |                 |           |             |

### Miglio indoor
| Stagione | Tempo   | Luogo           | Data      | Rank. Mond. |
| -------- | ------- | --------------- | --------- | ----------- |
| 1993     | 3'50"70 | Birmingham      | 20-2-1993 |             |
| 1991     | 3'50"81 | East Rutherford | 8-2-1991  |             |

### 2000 metri piani
| Stagione | Tempo   | Luogo  | Data      | Rank. Mond. |
| -------- | ------- | ------ | --------- | ----------- |
| 1998     | 4'58"08 | Praga  | 8-6-1998  |             |
| 1996     | 4'49"55 | Nizza  | 10-7-1996 |             |
| 1995     | 4'47"88 | Parigi | 3-7-1995  |             |
| 1992     | 4'58"21 |        |           |             |

### 3000 metri piani
| Stagione | Tempo   | Luogo     | Data      | Rank. Mond. |
| -------- | ------- | --------- | --------- | ----------- |
| 1995     | 7'27"50 | Bruxelles | 25-8-1995 |             |
| 1994     | 7'25"11 | Monaco    | 2-8-1994  |             |
| 1993     | 7'29"24 | Monaco    | 7-8-1993  |             |

### 5000 metri piani
| Stagione | Tempo    | Luogo  | Data      | Rank. Mond. |
| -------- | -------- | ------ | --------- | ----------- |
| 1994     | 13'03"85 | Zurigo | 17-8-1994 |             |
| 1989     | 13'56"30 |        |           |             |

## Palmarès
| Anno | Manifestazione          | Sede       | Evento         | Risultato  | Prestazione | Note                  |
| ---- | ----------------------- | ---------- | -------------- | ---------- | ----------- | --------------------- |
| 1988 | Mondiali di cross       | Auckland   | Corsa juniores | 9º         | 24'45       |                       |
| 1988 | Mondiali juniores       | Sudbury    | 1500 m piani   | Argento    | 3'46"93     |                       |
| 1989 | Mondiali di cross       | Stavanger  | Corsa juniores | 26º        | 27'05       |                       |
| 1991 | Mondiali indoor         | Siviglia   | 1500 m piani   | Oro        | 3'41"57     |                       |
| 1991 | Mondiali                | Tokyo      | 1500 m piani   | Oro        | 3'32"84     | Record dei campionati |
| 1992 | Giochi olimpici         | Barcellona | 1500 m piani   | 7º         | 3'41"70     |                       |
| 1993 | Giochi del Mediterraneo | Linguadoca | 1500 m piani   | Oro        | 3'29"20     |                       |
| 1993 | Mondiali                | Stoccarda  | 1500 m piani   | Oro        | 3'34"24     |                       |
| 1995 | Mondiali                | Göteborg   | 1500 m piani   | Oro        | 3'33"73     |                       |
| 1996 | Giochi olimpici         | Atlanta    | 1500 m piani   | Oro        | 3'35"78     |                       |
| 1997 | Mondiali                | Atene      | 1500 m piani   | 4º         | 3'37"37     |                       |
| 1999 | Mondiali                | Siviglia   | 1500 m piani   | Semifinale | 3'37"32     |                       |
| 2000 | Giochi olimpici         | Sydney     | 1500 m piani   | Semifinale | 4'00"78     |                       |

## Altre competizioni internazionali
1988
- Argento al Golden Spike Ostrava ( Praga), 1500 m piani - 3'41"95

1990
- Oro alla Grand Prix Final ( Atene), miglio - 3'53"28
- Oro all'Athletissima ( Losanna), miglio - 3'53"06
- Oro al Golden Gala ( Bologna), 1500 m piani - 3'32"60
- Argento al Memorial Van Damme ( Bruxelles), 1500 m piani - 3'33"18
- Oro al Weltklasse Zürich ( Zurigo), 1500 m piani - 3'33"30

1991
- Oro alla Grand Prix Final ( Barcellona), 1500 m piani - 3'34"48
- Oro all'Athletissima ( Losanna), miglio - 3'49"12
- Oro al Bauhaus-Galan ( Stoccolma), 1500 m piani - 3'31"01
- Oro all'Herculis ( Monaco), 1500 m piani - 3'32"04
- Oro al Memorial Van Damme ( Bruxelles), 1500 m piani - 3'32"38

1992
- Oro al Rieti Meeting ( Rieti), 1500 m piani - 3'28"86
- Argento all'ISTAF Berlin ( Berlino), miglio - 3'49"79
- Argento ai Bislett Games ( Oslo), miglio - 3'52"78
- Oro all'Herculis ( Monaco), 1500 m piani - 3'32"75
- Oro all'Athletissima ( Losanna), 1500 m piani - 3'34"16
- Argento al Golden Gala ( Roma), 1500 m piani - 3'34"87

1993
- Oro alla Grand Prix Final ( Londra), 1500 m piani - 3'31"60
- Oro all'Herculis ( Monaco), 3000 m piani - 7'29"24
- Oro al Rieti Meeting ( Rieti), miglio - 3'44"39
- Oro all'ISTAF Berlin ( Berlino), miglio - 3'46"78
- Oro al Memorial Van Damme ( Bruxelles), miglio - 3'47"30
- Oro ai Bislett Games ( Oslo), miglio - 3'47"78
- Oro al Weltklasse Zürich ( Zurigo), 1500 m piani - 3'30"06
- Oro al Bauhaus-Galan ( Stoccolma), 1500 m piani - 3'31"83

1994
- Oro alla Grand Prix Final ( Parigi), 1500 m piani - 3'40"89
- Oro in Coppa del mondo ( Londra), 1500 m piani - 3'34"70
- Oro al Weltklasse Zürich ( Zurigo), 5000 m piani - 13'03"85
- Oro all'Herculis ( Monaco), 3000 m piani - 7'25"11
- Oro al Bauhaus-Galan ( Stoccolma), 1500 m piani - 3'34"07

1995
- Oro al Meeting de Paris ( Parigi), 2000 m piani - 4'47"88
- Oro alla Grand Prix Final ( Monaco), 1500 m piani - 3'28"37
- Oro al Memorial Van Damme ( Bruxelles), 3000 m piani - 7'27"50
- Oro al Weltklasse Zürich ( Zurigo), miglio - 3'45"19
- Oro all'ISTAF Berlin ( Berlino), miglio - 3'48"26
- Oro all'Herculis ( Monaco), 1500 m piani - 3'27"52
- Oro al Nice Nikaia ( Nizza), 1500 m piani - 3'27"37

1996
- Argento alla Grand Prix Final ( Milano), 1500 m piani - 3'39"69
- 6º al Memorial Van Damme ( Bruxelles), 3000 m piani - 7'36"81
- Oro ai Bislett Games ( Oslo), miglio - 3'48"15
- Oro all'ISTAF Berlin ( Berlino), miglio - 3'49"09
- Oro al Golden Gala ( Roma), 1500 m piani - 3'30"93
- Oro all'Athletissima ( Losanna), 1500 m piani - 3'30"96

1997
- 4º al Weltklasse Zürich ( Zurigo), 1500 m piani - 3'30"23
- 12º all'Herculis ( Monaco), 1500 m piani - 3'33"98

1998
- Argento al Bauhaus-Galan ( Stoccolma), miglio - 3'52"08
- Oro all'Athletissima ( Losanna), 1500 m piani - 3'34"98

1999
- Argento al Meeting de Paris ( Parigi), 1500 m piani - 3'30"91
- Bronzo all'Herculis ( Monaco), 1500 m piani - 3'30"95

## Riconoscimenti
- Atleta mondiale dell'anno (1994)